# Gleit
Das Gleit, oder Gloat, war ein österreichisches Flüssigkeitsmaß. Das Maß war in Kärnten verbreitet und ein relativ großes Maß.
- 1 Gleit = 8,4908 Hektoliter[1]